# 帕氏突吻鱈
帕氏突吻鱈，為輻鰭魚綱鱈形目鼠尾鱈科的其中一種，分布於東北大西洋海域，屬深海底棲性魚類，深度1134-2160公尺，體長可達46公分，棲息在底層水域，生活習性不明。

## 扩展阅读
維基物種上的相關：帕氏突吻鱈